# 達夫尼群島

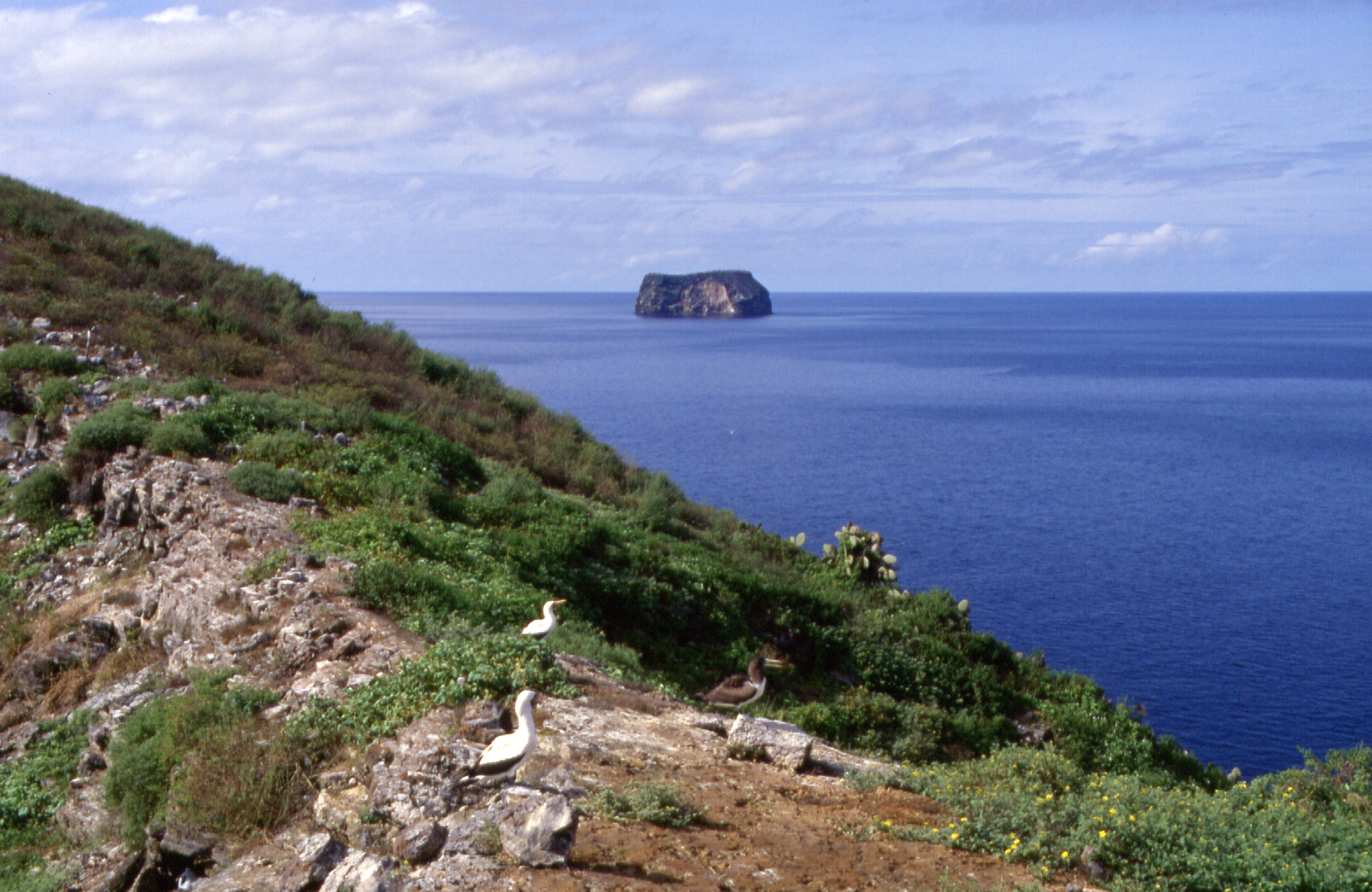

達夫尼群島是厄瓜多爾的群島，由2座火山島組成，屬於加拉帕戈斯群島的一部分，主島大達夫尼島處於聖克魯斯島以北7.6公里，總土地面積0.39平方公里，群島無人居住。